# ژولین کولس
ژولین کولس (به انگلیسی: Julien Cools) بازیکن فوتبال اهل بلژیک و عضو تیم ملی فوتبال بلژیک است که در تاریخ ۱ ژوئن ۱۹۷۴ میلادی اولین بازی ملی‌اش را مقابل تیم ملی فوتبال اسکاتلند انجام داد. او در ۳۵ بازی ملی حضور داشت و جمعاً ۲۸۴۷ دقیقه برای تیم ملی فوتبال بلژیک به میدان رفت. ژولین کولس آخرین بازی ملی خود را در تاریخ ۲۲ ژوئن ۱۹۸۰ میلادی در برابر تیم ملی فوتبال آلمان غربی انجام داد. او در بازی‌های ملی‌اش ۲ گل به ثمر رساند.